# Näsum
Näsum – miejscowość (tätort) w Szwecji, w regionie administracyjnym (län) Skania, w gminie Bromölla.
Według danych Szwedzkiego Urzędu Statystycznego liczba ludności wyniosła: 1307 (31 grudnia 2015), 1357 (31 grudnia 2018) i 1348 (31 grudnia 2019).